# Etinilestradiol/levonorgestrel
Etinilestradiol/levonorgestrel es una píldora anticonceptiva combinada compuesta de etinilestradiol, un estrógeno, y levonorgestrel, una progestina.  Se utiliza para el control de la natalidad, los síntomas de la menstruación, la endometriosis y como anticonceptivo de emergencia.  Se administra por vía oral. 
Los efectos secundarios pueden incluir náuseas, dolor de cabeza, coágulos de sangre, dolor en las mamas, depresión y problemas hepáticos.  No se recomienda su uso durante el embarazo, las tres semanas iniciales después del parto y en aquellas mujeres con alto riesgo de coágulos de sangre. Sin embargo, puede comenzar a utilizarse inmediatamente tanto después de un aborto espontáneo como de un aborto inducido.  No se recomienda fumar mientras se usan píldoras anticonceptivas combinadas. Funciona mediante la detención de la ovulación, haciendo que el moco en la abertura del cuello del útero se vuelva espeso y que el útero no sea adecuado para la implantación. 
El etinilestradiol/levonorgestrel está aprobado para uso médico en los Estados Unidos desde 1982.  Está en la lista de medicamentos esenciales de la Organización Mundial de la Salud, los medicamentos más efectivos y seguros que se necesitan en un sistema de salud.  También está disponible como medicamento genérico. En el Reino Unido, tres meses de medicación recetado a través del NHS le cuestan al paciente apenas 1,80 libras.  En los Estados Unidos en cambio cuesta entre 25 y 50 dólares mensuales.  Se comercializa bajo un gran número de marcas. 